# George Gray (Sänger)
George Gray (* 26. Mai 1947 in Red Bank; † 21. März 2023) war ein US-amerikanischer Opernsänger (Tenor).

## Leben
Schon als Teenager spielte George Gray mehrere Musikinstrumente, von denen er mit 18 Jahren das Klavier und die Orgel für sein Studium wählte. Nach einer Handverletzung musste er das Studium dieser Instrumente aufgeben. Stattdessen studierte er Musik und Gesang in New York City an der Juilliard School und am Mannes College of Music. Sein wichtigster Lehrer war George McKinley.
Als Sänger begann er seine Karriere bei der Connecticut Opera Company als Hexe (Hänsel und Gretel), dann sang er Max (Freischütz) an der Princeton University, Florestan (Fidelio in Greenville, 1984), Cavaradossi (Tosca) in Colorado Springs und Canio an der North Carolina Opera in Charlotte (North Carolina) (1986). 1987 war er Bacchus (Ariadne auf Naxos) beim New Jersey Opera Festival in Lawrenceville (1987), Tristan in Amsterdam, Otello in Seattle und Tristan in Columbus (Ohio). 1988, Radames (Aida) in Charlotte.
In den 1980er Jahren begann seine internationale Karriere. Er trat 1983 als Waldemar (Gurrelieder) in Berlin und 1988 in Frankfurt auf, als Pollione (Norma), am Théâtre de la Monnaie in Brüssel (1988), als Florestan (Fidelio) an der Deutschen Oper Berlin und als Tristan an der Wiener Staatsoper 1989, als Énée (Les Troyens) an der Opéra Bastille und als Tristan in Nancy 1990. Von 1988 war er regelmäßig in Zürich, wo er mit Wagner-Rollen große Erfolge feierte.
In den 1990er Jahren sang er in Chicago, Karlsruhe, Wiesbaden, Kassel, beim Holland Festival, an der Berliner Staatsoper, Leipzig, Mainz, an der English National Opera, New Orleans, Flagstaff/Arizona, San Francisco und Graz. Noch Anfang der 2000er Jahre sang er Wagner-Partien (Siegfried) an der Dallas Opera.
Nachdem er sich von der Bühne zurückgezogen hatte, unterrichtete er viele Jahre lang Gesang am Boyer College of Music & Dance, der Temple University, der Drexel University und privat. Von 2008 bis 2022 war er Musikdirektor der Morrisville United Methodist Church, Morrisville, PA.